# ステフカ・コスタディノヴァ
ステフカ・コスタディノヴァ（Stefka Kostadinova, ブルガリア語: Стефка Костадинова, 1965年3月25日 - ）は、1980年代後半から1990年代にかけて活躍したブルガリアの元陸上競技女子走高跳選手である。

## 人物
1987年の世界選手権で当時の世界記録（2.09m）をマークした。この記録は2024年7月7日にウクライナのヤロスラワ・マフチフに更新されたものの、約37年間世界記録として残っていた。
1988年ソウルオリンピックでは大本命と見られていたが、ルイス・リッター（アメリカ）と同記録で試技数、跳躍数ともに同じとなった。跳躍競技では珍しいサドンデスによるジャンプオフの末敗れ、銀メダルに終わった。
その後、世界室内選手権では優勝を重ねていったが、オリンピックや世界選手権ではなかなか結果を残せずにいた。
しかし、1995年の世界選手権で優勝。更に翌年の1996年アトランタオリンピックでは、念願のオリンピック金メダルを獲得した。これにより、世界記録保持者、世界チャンピオン、オリンピックチャンピオンの3つのタイトルを独占した。これは女子走高跳史上初であり、これを達成したのはコスタディノヴァただ一人である。
1997年の世界室内選手権で5度目の優勝を果たし、以降主要大会に参加することなく1999年に引退した。これにより、引退までに記録した2m以上の跳躍は197回となった。
引退後は、ブルガリア陸上競技連盟副会長、オリンピック委員会副会長を務め、2003年から2005年までブルガリアのスポーツ副大臣を務めた経験した。
2005年11月11日からは、ブルガリアのオリンピック委員会会長に選出された（現職）。

## 主な成績
| 年   | 大会                     | 場所                         | 種目   | 結果 | 記録 |
| ---- | ------------------------ | ---------------------------- | ------ | ---- | ---- |
| 1985 | 世界室内選手権           | パリ(フランス)               | 走高跳 | 1位  | 1m97 |
| 1987 | 世界室内選手権           | インディアナポリス(アメリカ) | 走高跳 | 1位  | 2m05 |
| 1987 | 世界選手権               | ローマ(イタリア)             | 走高跳 | 1位  | 2m09 |
| 1988 | オリンピック             | ソウル(韓国)                 | 走高跳 | 2位  | 2m01 |
| 1989 | 世界室内選手権           | ブダペスト(ハンガリー)       | 走高跳 | 1位  | 2m02 |
| 1991 | 世界選手権               | 東京(日本)                   | 走高跳 | 6位  | 1m93 |
| 1992 | オリンピック             | バルセロナ(スペイン)         | 走高跳 | 4位  | 1m94 |
| 1993 | 世界室内選手権           | トロント(カナダ)             | 走高跳 | 1位  | 2m02 |
| 1993 | IAAFグランプリファイナル | ロンドン(イギリス)           | 走高跳 | 1位  | 1m98 |
| 1995 | 世界選手権               | イェーテボリ(スウェーデン)   | 走高跳 | 1位  | 2m01 |
| 1995 | IAAFグランプリファイナル | モンテカルロ(モナコ)         | 走高跳 | 4位  | 1m93 |
| 1996 | オリンピック             | アトランタ(アメリカ)         | 走高跳 | 1位  | 2m05 |
| 1997 | 世界室内選手権           | パリ(フランス)               | 走高跳 | 1位  | 2m02 |

## 記録
- 走高跳（屋外）　2m09　（1987年8月30日、当時世界記録）
- 走高跳（室内）　2m06　（1988年2月20日、世界歴代3位）